# Guennadi Khazanov
Pour les articles homonymes, voir Khazanov.
Guennadi Viktorovitch Khazanov (en russe : Генна́дий Ви́кторович Хаза́нов), né le 1er décembre 1945 à Moscou, est un humoriste russe, directeur artistique du Théâtre national de l'Estrade,,.

## Biographie
En 1965-1969, Guennadi Khazanov fait ses études à l'École nationale du cirque et de l'art de la scène de Moscou. Diplômé; il commence sa carrière comme conférencier de l'orchestre de Léonid Outiossov. En 1971, il devient artiste de Moskontsert, une organisation d'état qui s'occupe de la programmation des concerts à Moscou, et après s'être essayé dans plusieurs genres montre la prédilection pour le sketch de variété et le monologue humoristique. En 1975, il présente à la télévision le monologue d'élève d'école culinaire qui connait un succès éclatant. Il enchaine avec le personnage d'un brave perroquet qui ne peut pas s'empêcher de révéler les secrets de ses propriétaire. Ces deux numéros le propulsent au rang des célébrités. Depuis 1997, Khazanov dirige le Théâtre national de l'Estrade,.

## Prix et honneurs
- artiste émérite de la RSFSR : 1988
- artiste du peuple de la RSFSR : 1991
- Ordre de l'Amitié : 1995
- Prix d'État de la fédération de Russie : 1995
- Ordre du Mérite pour la Patrie de 4e classe : 2000
- Ordre du Mérite pour la Patrie de 3e classe : 2005
- Ordre du Mérite pour la Patrie de 2e classe : 2010
- Ordre du Mérite pour la Patrie de 1er classe : 2015